# 普雷里鎮區 (密蘇里州麥克唐納縣)
普雷里鎮區（英語：Prairie Township）是位於美國密蘇里州麥克唐納縣的一個行政鎮區。

## 地方資料
普雷里鎮區的面積為74.78平方千米，當中陸地面積為74.72平方千米，而水域面積為0.06平方千米。根據2010年美國人口普查的數據，當地共有人口1713人，而人口密度為每平方千米22.91人。